# Silverstoneia
Genre
Silverstoneia est un genre d'amphibiens de la famille des Dendrobatidae.

## Répartition
Les huit espèces de ce genre se rencontrent en Colombie, au Panamá et au Costa Rica.

## Liste des espèces
Selon Amphibian Species of the World (11 juin 2017) :
- Silverstoneia dalyi Grant & Myers, 2013
- Silverstoneia erasmios (Rivero & Serna, 2000)
- Silverstoneia flotator (Dunn, 1931)
- Silverstoneia gutturalis Grant & Myers, 2013
- Silverstoneia minima Grant & Myers, 2013
- Silverstoneia minutissima Grant & Myers, 2013
- Silverstoneia nubicola (Dunn, 1924)
- Silverstoneia punctiventris Grant & Myers, 2013

## Étymologie
Ce genre est nommé en l'honneur de Philip Arthur Silverstone.

## Publication originale
- Grant, Frost, Caldwell, Gagliardo, Haddad, Kok, Means, Noonan, Schargel & Wheeler, 2006 : Phylogenetic systematics of dart-poison frogs and their relatives (Amphibia: Athesphatanura: Dendrobatidae).  Bulletin of the American Museum of Natural History, no 299, p. 1-262 (texte intégral).